# Грем Оппі
Грем Оппі (англ. Graham Oppy; нар. 6 жовтня 1960, Беналла, Вікторія, Австралія) — австралійский філософ, що спеціалізується на філософії релігії.
Він професор філософії та заступник декана з наукової роботи в Університеті Монаша, генеральний директор Австралазийской ассоциации философии, головний редактор Австралазійського філософського огляду, заступник редактора Австралазийского философского журнала. Також входить до редколегії журналів Philo, Philosopher's Compass, Religiology Studies і Sophia. У 2009 році був обраний членом Австралийской академии гуманитарных наук.
Деякі філософи, у тому числі Вільям Лейн Крейг та Эдвард Фезер, називають Оппі одним з найбільш впливових сучасних захисників атеїзму.

## Книги
- «Онтологічні аргументи і віра в Бога» (англ. "Ontological Arguments and Belief in God", 1996 ISBN 0-521-48120-1).
- «Філософські погляди на нескінченність» (англ. "Philosophical Perspectives on Infinity", 2006 ISBN 0-521-86067-9).
- «Суперечка про богів» (англ. «Arguing About Gods», 2006 ISBN 0-521-86386-4).
- «Еволюція проти креаціонізму в австралійських школах» (англ. "Evolution vs Creationism in Australian Schools", chapter in The Australian Book of Atheism, 2010 ISBN 978-1-921640-76-6).
- «Кращий аргумент проти Бога» (англ. The Best Argument Against God, 2013 ISBN 978-1-137-35413-6).
- «Переосмислення філософії релігії: Самовпевнене введення» (англ. "Reinventing Philosophy of Religion: An Opinionated Introduction", 2014 ISBN 978-1-137-43455-5).
- «Опис богів: Дослідження божественних атрибутів» (англ. "Describing Gods: An Investigation of Divine Attributes", 2014 ISBN 978-1-107-08704-0).
- «Рутледжський довідник з сучасної філософії релігії (Routledge Handbooks in Philosophy)» (англ. "The Routledge Handbook of Contemporary Philosophy of Religion", 2017 ISBN 978-1-138-57).
- «Атеїзм та агностицизм (Елементи філософії релігії)» (англ. "Atheism and Agnosticism (Elements in the Philosophy of Religion)", 2018 ISBN 978-1-108-45472-8).
- «Атеїзм: основи» (англ. "Atheism: The Basics", 2018 ISBN 978-1-138-50696-1).
- «Натуралізм і релігія: сучасне філософське дослідження (Дослідження філософії релігії)» (англ. "Naturalism and Religion: Contemporary Philosophical Investigation (Investigating Philosophy of Religion)", 2018 ISBN 978-0-815-35466-6).
- (з Йозефом Котерським [англ.]) «Теїзм і атеїзм: протилежні аргументи у філософії» (англ. "Theism and Atheism: Opposing Arguments in Philosophy", 2018 ISBN 978-0028664453).
- «Компаньйон з атеїзму та філософії» (Blackwell Companions to Philosophy) (англ. "A Companion to Atheism and Philosophy", 2019 ISBN 978-1-119-11911-1).
- «Чи є Бог?: Дискусія (Маленькі дебати про важливі питання)».